# Osceno (film)
Osceno è un film pornografico del 1987 diretto da Antonio D'Agostino.

## Trama
Marina, Karin, Sara, Jessica e Laura sono in una riunione allo scopo di raccontare le proprie fantasie erotiche. L'ultima racconta di preferire gli animali agli uomini e che l'unico che la eccita è il cane. Filippo, marito di Jessica, scopre il segreto delle riunioni e si fa dire dalla moglie alcuni orgasmi delle sue amiche. Entrambi eccitati dai racconti fanno l'amore in veranda.
Allo scopo di rompere la monotonia e per provare nuovi piaceri Jessica, in una riunione successiva, registra la voce delle amiche in modo da ascoltarla con Filippo.
Dopo un altro rapporto, quest'ultimo chiede alla moglie di riunirsi a casa sua in modo che egli possa ascoltare la voce delle donne e osservare i loro volti che secondo il racconto di Jessica prendono uno sguardo perverso nel raccontare i propri orgasmi. Deciso di partecipare alla riunione, Filippo si traveste da donna e si spaccia per Margherita, la cugina di Jessica. In conclusione un'orgia finale alla quale partecipano anche i giardinieri di casa e Laura con il cane Black.